# わたしの紙風船
「わたしの紙風船」（わたしのかみふうせん）は、日本の歌。作詞：嶋岡晨、作曲・編曲：越部信義。

## 概要
- 1971年2月・3月に、NHKの音楽番組『みんなのうた』で放送。
- 嶋岡晨が当時小学生だった娘を励ますために作った歌で、「心」を紙風船に例えた。
- 当初は「赤い鳥」が歌い、アニメーションは毛利厚が制作した。
- 『みんなのうた』での放送後、大きな反響があった曲の1つである[1]。
- その後1983年4月・5月に、「赤い鳥」のメンバーだった後藤悦治郎と平山泰代の2人によるユニット「紙ふうせん」が歌い、アニメーションを柳瀬譲二が制作したリメイク版が放送された。
- 後年の再放送では「紙ふうせん」版のみを放送し、「赤い鳥」版は1976年6月・7月を最後に再放送されていなかったが、2023年6月・7月にラジオのみで47年ぶりに再放送される。
- 「赤い鳥」版は2003年発売の12枚組CD-BOX『赤い鳥 コンプリート・コレクション 1969-1974』に放送時の音源で収録されている。
- 『おかあさんといっしょ』で坂田おさむと神崎ゆう子が歌唱したバージョンもある。

## 再放送
- ▲マークはラジオのみ。

### 1971年版（赤い鳥）
- 1971年10月 - 11月
- 1974年4月 - 5月
- 1976年6月 - 7月
- 2023年6月 - 7月▲

### 1983年版（紙ふうせん）
- 1984年12月 - 1985年1月
- 1986年2月 - 3月
- 1987年2月 - 3月
- 1988年6月 - 7月
- 1990年10月 - 11月
- 1993年10月 - 11月
- 1995年10月 - 11月▲
- 1998年4月 - 5月▲
- 2007年12月 - 2008年1月▲
- 2011年4月 - 5月
- 2016年12月17日・2017年1月21日（みんなのうたリクエスト）
- 2021年9月（こんなうた あんなうた）

## カバー
- 山田美也子、こおろぎ'73 - 日本コロムビア版カバー。日本コロムビアから発売の『みんなのうた』関連のアルバムに収録された。